# MAB PA15
Pour les articles homonymes, voir Mab.
Le MAB PA15 est un pistolet semi-automatique simple action avec un chargeur à 15 coups conçu dans les années 1960 par la Manufacture d'armes de Bayonne (MAB) dans le but remplacer le MAC modèle 1950 de l'armée française. Il succède au MAB PA8 (chargeur de 8 coups). L'essentiel de ce marché étant remporté dans les années 1980 par le PAMAS G1. Le MAB PA15 est produit de 1966 à 1982 à environ 100 000 unités.

## Historique
Vers 1950, la Manufacture d’armes de Bayonne (MAB) sort le Modèle R, un pistolet semi-automatique chambré en 7,65 × 20 mm Long. Une première variante chambrée en 9 × 19 mm Parabellum, le Modèle R Para, est créée peu de temps après afin de parer à la disparition progressive du 7,65 mm. Lorsque dans les années 1970, l’armée française cherche à remplacer ses anciens MAS 1950, MAB se sert du Modèle R Para comme base pour développer le PA-15. La PA-15 n’est toutefois finalement pas retenu.

## Description

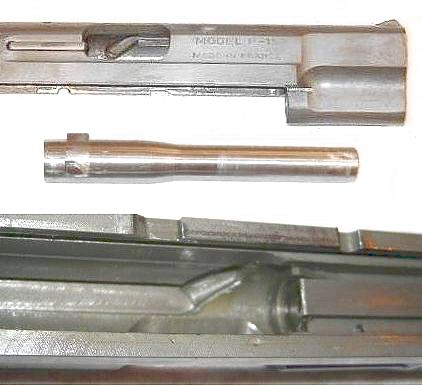
Culasse et tenons de verrouillage du P15.

Le PA-15 est un pistolet semi-automatique à recul retardé chambré en 9 × 19 mm Parabellum. Son canon mesure 114 mm de long et l’arme pèse 1 090 g à vide.
Le PA-15 dispose d’un mécanisme de verrouillage de la culasse par rotation du canon permettant de retarder le recul de celle-ci, particularité liée à l’adaptation du Modèle R à la cartouche de 9 × 19 mm Parabellum, plus puissante que la 7,65 × 20 mm Long d’origine. En position normale, la culasse est verrouillée par deux tenons, un situé sur le dessus du canon et connecté à la glissière, et l’autre placé sur le dessous du canon et engagé dans une rainure faite dans un bloc attaché à la carcasse. Lors du tir, la glissière est poussée vers l’arrière, mais est d’abord retenue par le tenon du haut. La force est alors transmise au tenon du bas, qui suit la rainure, celle-ci amenant le canon à tourner. Cette rotation entraîne finalement le désengagement du tenon supérieur, permettant à la glissière de reculer et d’ouvrir la culasse. Ces mouvement s’effectuent dans un temps très court, mais suffisant pour permettre à la balle de quitter le canon et à la pression de suffisamment diminuer dans la chambre pour éviter de blesser le tireur.
La platine est assez classique, de type simple action avec réarmement du chien par le mouvement de la glissière. L’arme dispose d’un cran de sûreté, mais aussi d’une sécurité empêchant l’arme de fonctionner si un chargeur n’est pas inséré. Ceux-ci contiennent quinze cartouches. Les organes de visée sont également très classiques, avec une hausse réglable horizontalement avec de permettre le zérotage.

## Variantes
Le PAPF-1 est une variante du PA-15 conçue spécialement pour l’équipe de tir au pistolet de l’armée française. Elle se distingue de la version standard par un canon et une glissière plus longs, ainsi que par des organes de visée de meilleure qualité et ajustables plus finement.

## Utilisateurs
Le modèle PA15 fut porté à titre personnel par quelques officiers français. Quelques pays africains en achetèrent (dont la Côte d'Ivoire dont les forces de Police l'utilisent encore), ainsi que l'armée finlandaise de même que le SDECE (voir infra).[réf. nécessaire]
Les soldats du GO (Groupement opérationnel) du 1er RPIMa portaient le MAB P15 comme arme de service, en raison de sa fiabilité et de ses chargeurs à grande capacité pour l'époque (années 1970). Le GO était mis à la disposition du Service action du SDECE. Leurs camarades du 13e RDP auraient également  utilisé le MAB P15.[réf. nécessaire]
Enfin, les agents de sécurité armés de la Banque de France remplacèrent leurs pistolets calibre 7,65mm (Unique, MAB D et FN Herstal 10/22) par le MAB P15, qui resta en service jusqu'en 1997 (soit environ 18 ans de service). Ces pistolets possédaient le marquage "BFP" (Banque de France Paris) sur le côté gauche de la carcasse.[réf. nécessaire]